# Metropolia di Edessa, Pella e Almopia

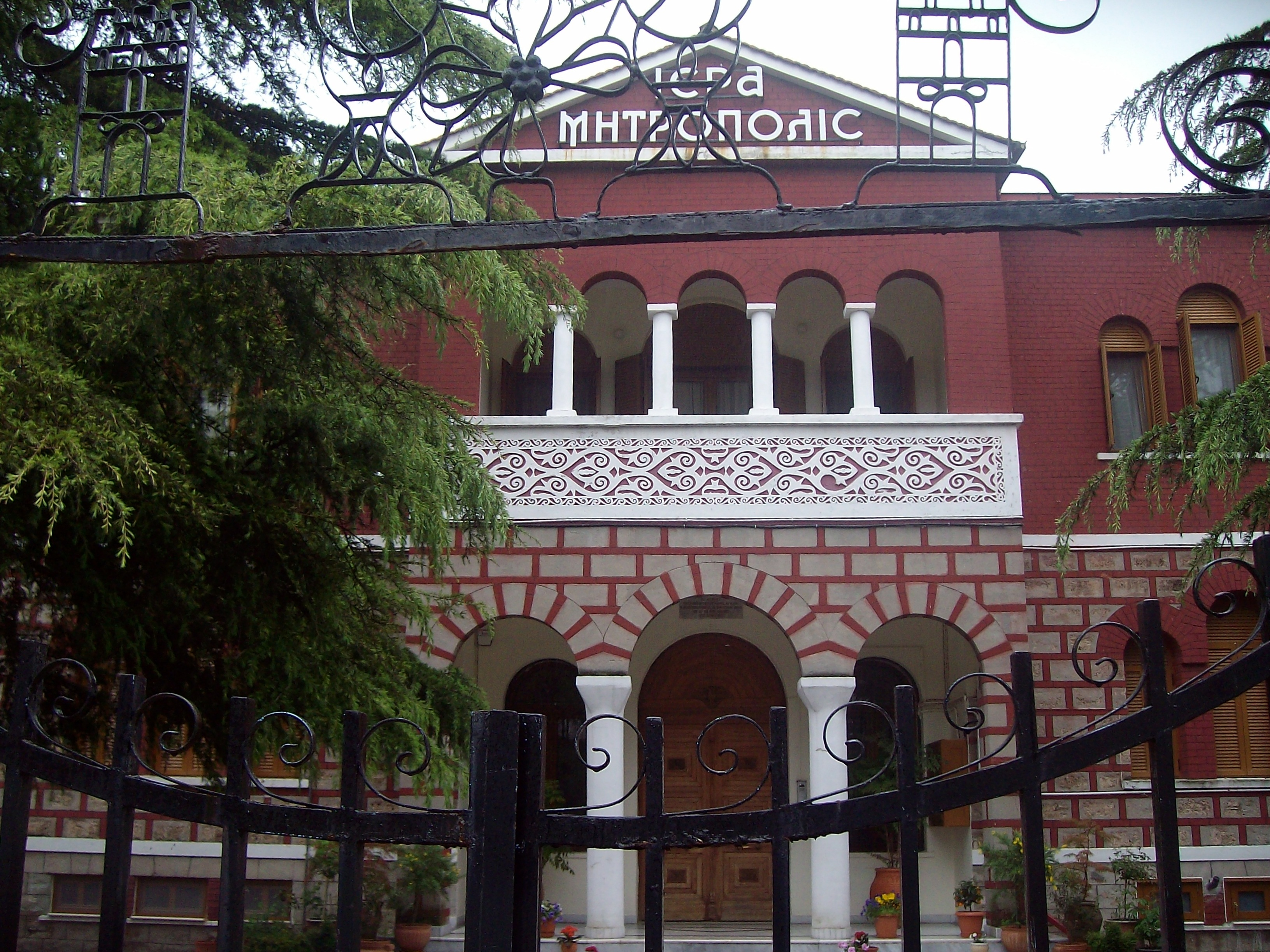
Sede della curia metropolitana di Edessa.

La metropolia di Edessa, Pella e Almopia (in greco: Ιερά Μητρόπολις Εδέσσης, Πέλλης και Αλμωπίας; Ierá Mitrópolīs Edéssis, Pellis kai Almorias) è una diocesi del patriarcato ecumenico di Costantinopoli, pastoralmente affidata alla Chiesa di Grecia, con sede a Edessa, nella Macedonia Centrale, dove si trova la cattedrale metropolitana Aghia Skepi.
Dal 15 ottobre 2002 il metropolita è Gioele Fragakos.

## Territorio
La metropolia si estende su parte di tre unità periferiche della Macedonia Centrale: Pella, Salonicco e Emazia.
Sede del metropolita è la città di Edessa, dove si trova la cattedrale metropolitana Aghia Skepi.
Sul territorio della metropolia si trovano 140 parrocchie, raggruppate in 5 arcipresbiterati, e 9 monasteri ortodossi, di cui 4 maschili e 5 femminili.
Dal punto di vista canonico, la metropolia fa parte del patriarcato ecumenico di Costantinopoli. Tuttavia, trovandosi in territorio greco, la gestione pastorale è affidata alle cure dell'arcivescovo di Atene e della Chiesa di Grecia.

## Storia
Edessa di Macedonia è un'antica sede vescovile della provincia romana della Macedonia Prima nella diocesi civile omonima, suffraganea dell'arcidiocesi di Tessalonica. La diocesi non è menzionata in nessuna antica Notitia Episcopatuum del patriarcato di Costantinopoli.
Un solo vescovo è noto di questa sede nel primo millennio cristiano, Isidoro, che prese parte al concilio in Trullo del 692. Un capitello, databile al V-VI secolo, riporta la dedica di un vescovo di Edessa, il cui nome però è ignoto. In seguito all'occupazione bulgara della regione, la città assunse il nome di Bodena (o Vodena), nome con il quale anche la sede episcopale è conosciuta dopo il IX secolo fino al 1922, quando riprese l'antico nome bizantino.
Dall'XI secolo fino al 1767 la diocesi faceva parte dell'arcivescovado di Ocrida. Quando questa sede fu soppressa, la diocesi fu sottomessa direttamente al patriarcato di Costantinopoli e contestualmente elevata al rango di sede metropolitana. Nel 1922 la metropolia riprese l'antico nome di Edessa a cui fu aggiunto il titolo di Pella.
Dopo una decisione della Chiesa di Grecia del 22 giugno 1967, la circoscrizione ecclesiastica di Almopia, già appartenente alla metropolia di Florina, fu incorporata nella metropolia di Edessa e Pella che contestualmente assunse il nuovo nome di "metropolia di Edessa, Pella e Almopia".

## Cronotassi
- Anonimo † (V-VI secolo)[6]
- Isidoro † (menzionato nel 692)[7][8]
- Michele † (menzionato nel 1230)
- Antonio † (menzionato nel 1375 circa)[9]
- Caritone † (menzionato nel 1585)
- Teofane † (menzionato nel 1600)
- Gregorio † (menzionato nel 1618 e 1619)
- Acacio † (menzionato nel 1624)
- Daniele † (menzionato nel 1630 e 1631)
- Metrofane † (menzionato nel 1633)
- Dionisio † (menzionato nel 1640)
- Ignazio † (menzionato tra il 1653 e il 1660)
- Arsenio † (menzionato nel 1668)
- Partenio † (menzionato nel 1676)
- Nilo † (1683 - 1684)
- Germano † (1686 - 1705)
- Metrofane † (? - 1719)
- Metrofane † (1725 - 1744)
- Giuseppe † (1744 - 1746)
- Germano † (1752 - 1782)
- Melezio † (1782 - 1790)
- Timoteo † (29 agosto 1790 - 1821 deceduto)
- Cirillo † (1821 - luglio 1827 dimesso)
- Melezio † (luglio 1827 - gennaio 1832 deceduto)
- Gioacchino † (1832 - gennaio 1840 eletto metropolita di Iconio)
- Melezio † (gennaio 1840 - marzo 1848 eletto metropolita di Pisidia)
- Antimo † (marzo 1848 - 1º febbraio 1859 deceduto)
- Nicodemo Konstantinidis † (6 febbraio 1859 - 2 aprile 1870 eletto metropolita di Prusa)
- Agatangelo Papagrigoriadis † (2 aprile 1870 - 18 dicembre 1875 eletto metropolita di Strumica)
- Ieroteo Triantafyllidis (o Chatzipapas) † (18 dicembre 1875 - 2 aprile 1896 deceduto)
- Nicola Sakkopoulos † (16 aprile 1896 - 1º maggio 1899 eletto metropolita di Ancira)
- Nicodemo Komnenos † (1º maggio 1899 - 26 gennaio 1904 eletto metropolita di Bizia e Medea)
- Stefano Danielidis † (29 gennaio 1904 - 13 maggio 1910 eletto metropolita di Pelagonia)
- Timoteo Lamnis † (18 maggio 1910 - 21 giugno 1912 eletto metropolita di Filippopoli)
- Costanzo Rusis † (26 giugno 1912 - 13 ottobre 1922 eletto metropolita di Veria)
- Agatangelo Papanastasiadis † (20 ottobre 1922 - 5 febbraio 1924 eletto metropolita di Sisani e Siatista)
- Costanzo Rusis † (5 febbraio 1924 - 5 giugno 1941) (per la seconda volta)
- Pantelemone Papageorgiou † (24 ottobre 1941 - 25 marzo 1951 eletto metropolita di Salonicco)
- Dionisio Papanikolopoulos † (25 settembre 1951 - 24 gennaio 1967)
- Callinico Poulos † (25 giugno 1967 - 7 agosto 1984 deceduto)
- Crisostomo Kakoulides † (7 ottobre 1984 - 20 luglio 2002 deceduto)
- Gioele Fragakos, dal 15 ottobre 2002